# Gramfärgning

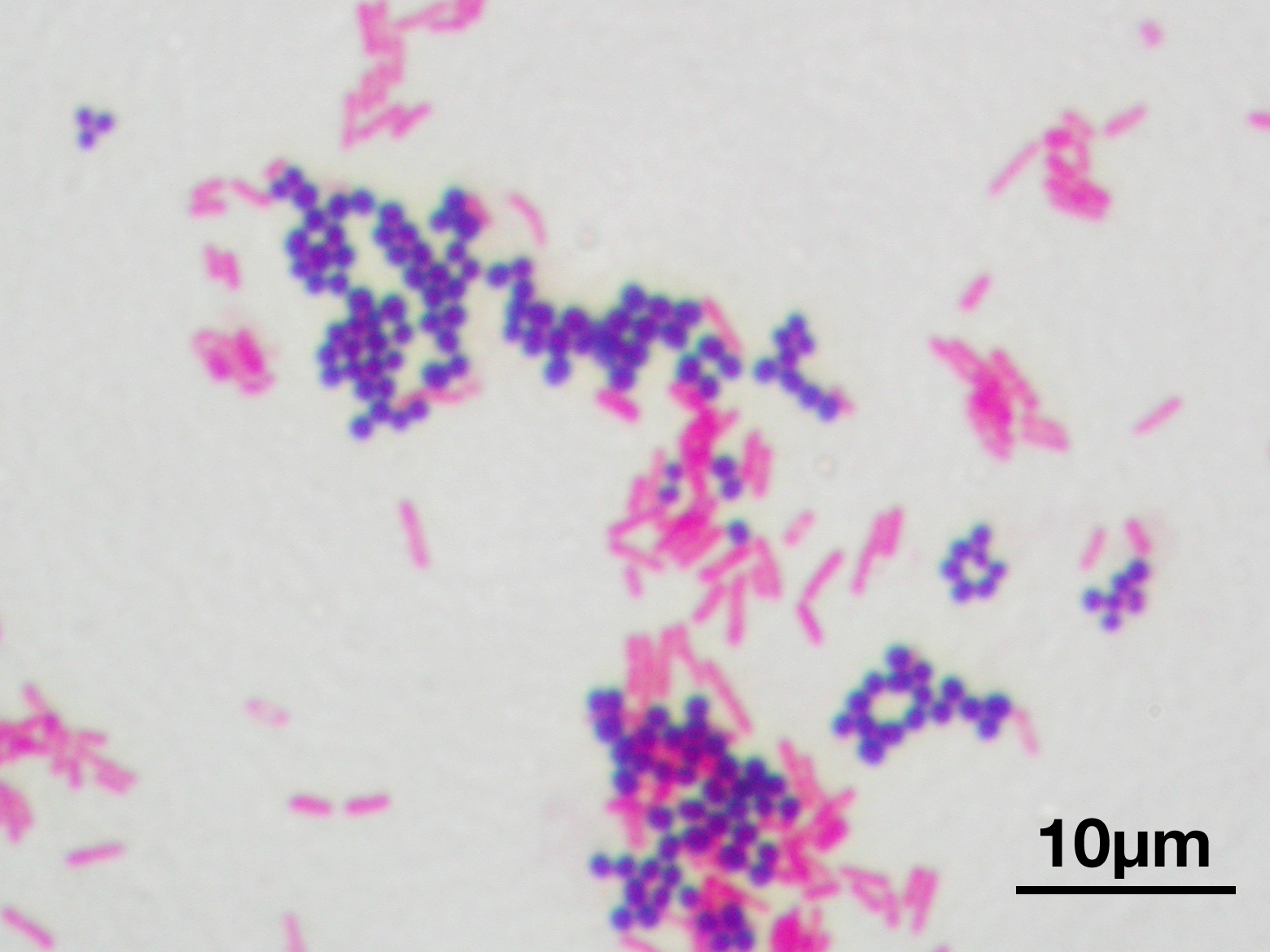
Gramfärgning av blandade Staphylococcus aureus (S. aureus ATCC 25923, gram-positiva cocci, lilafärgade) och Escherichia coli (E. coli ATCC 11775, gram-negativa bacilli, rödfärgade), den vanligaste gramfärgningsreferensbakterien

Principskiss av en grampositiv (överst) respektive gramnegativ (nederst) bakterie.
Grampositiv bakterie: 1. Cellmembran 2. Cellvägg med tjockt peptidoglykanskikt 3. Periplasma
Gramnegativ bakterie: 4. Cellmembran 5. Cellvägg 6. Yttre membran med lipopolysackarid (LPS) 7. Periplasma.

Gramfärgning, även kallad Grams metod, är en metod för infärgning av bakterier som används för bakterieklassificering. Metoden  utvecklades av den danske bakteriologen Hans Christian Gram, efter vilken metoden även namngivits. Bakterierna klassificeras som gramnegativa bakterier (ofta förkortat G-) och grampositiva bakterier (G+).

## Historia

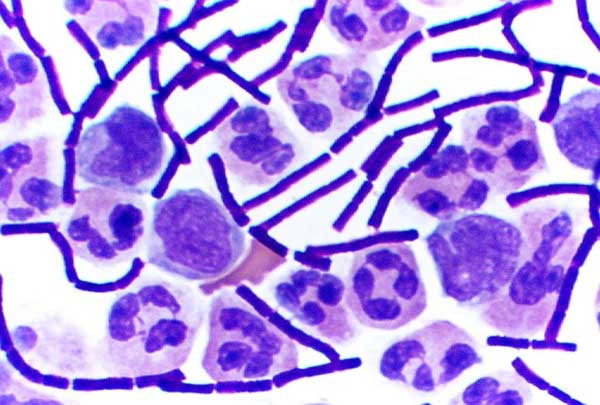
Grampositiv mjältbrandsbakterie (purpurfärgade stavar) i prov från cerebrospinalvätska. Övriga celler är vita blodkroppar)

Gramfärgning namngavs efter metodens uppfinnare, den danske bakteriologen Hans Christian Gram (1853–1938), som utvecklade tekniken under tiden som han arbetade tillsammans med Carl Friedländer. Gram arbetade fram tekniken i syfte att göra bakterier mer synliga i färgade delar av lungvävnad. Han publicerade metodiken år 1884, och inkluderade i sin rapport observationen att Salmonella typhi avfärgades med hans metod.

## Gramfärgning
Proceduren är indelad i fem steg:
1. Fixering av bakterien på glasplatta
2. Infärgning med kristallviolett, vilket leder till att alla bakterier på plattan blir blåfärgade
3. Sköljning med jod och jodkalium
4. Sköljning med 96-procentig alkohol. Detta gör att de gramnegativa bakterierna förlorar den blåa färgen och blir praktiskt taget osynliga.
5. Sköljning med kontrastfärg, till exempel safranin, vilket synliggör de gramnegativa bakterierna.

Anledningen till att bakterierna tar åt sig färg på detta sätt är att de har en skillnad i uppbyggnaden av sina cellväggar. Det finns även bakterier som saknar cellvägg, vilket gör att de är varken grampositiva eller gramnegativa. Dessa bakteriearter är dock sällsynta. Exempel på cellväggslösa bakteriearter är Mykoplasma.
Då man sköljer bakterier med alkohol tappar de gramnegativa den violetta färgen, eftersom cellväggen har en hög halt av lipider som löses upp av alkoholen. De behöver därför färgas in med en kontrastfärg, till exempel safranin, för att synas igen. De grampositiva bakterierna påverkas inte av alkoholen eftersom lipidinnehållet i deras cellväggar är obetydligt. Det sker en dehydrering av cellväggen och porstorleken i cellhöljet minskar och bakterien behåller därför det violetta färgkomplexet.

## Grampositiva bakterier
Grampositiva bakterier har en tjockare cellvägg bestående av flera skikt av peptidoglykan, innehåller teikonsyra och saknar lipopolysackarid (LPS). Grampositiva bakteriers cellväggar består av uppemot 90 procent peptidoglykan. Den höga andelen peptidoglykan i cellväggen gör att grampositiva celler är motståndskraftiga mot diverse miljöfaktorer, såsom uttorkning.
Exempel på grampositiva bakteriesläkten:
- Bacillus
- Lactobacillus
- Streptococcus

## Gramnegativa bakterier
Gramnegativa bakteriers cellväggar består av omkring 10 procent peptidoglykan, och har LPS i sin cellvägg, i ett skikt som ligger utanför peptidoglykanskiktet. Delar av LPS-skiktet är toxiskt, men frisätts först när bakterien dör. LPS är således ett endotoxin och en virulensfaktor för bakterierna.
Exempel på gramnegativa släkten:
- Enterobacter
- Escherichia
- Pseudomonas
- Salmonella
- Legionella